# B.B. (manga)
B.B. (ビービー, Bī Bī) é uma série japonesa de mangá escrita e ilustrada por Osamu Ishiwata. O mangá foi publicado na revista shōnen Weekly Shōnen Sunday da Shogakukan entre a 24.ª edição de 1985 e 9.ª de 1991. O título significa "Burning Blood" e a série seguinte de Ishiwata, LOVe, foi uma continuação desta. Em 1989, B.B. ganhou o Prémio de Mangá Shogakukan na categoria shōnen.

## Enredo
Uma noite, depois de sair de um clube onde estava a tocar trompete, Ryō Takagi é atacado por um gangue de motoqueiros. A luta é levada para a rua e causa um acidente de trânsito. Ryō acaba por desistir da sua carreira musical e junta-se ao mundo do boxe clandestino enquanto luta para superar o seu "sangue ardente" e a raiva que facilmente o domina.

## Personagens
- Ryo Takagi - Kazuhiko Inoue
- Jin Moriyama - Mostrar Hayami
- Minoru "Sorry" Satou - Toshihiko Seki
- Koyuki Matsuhara - Noriko Hidaka
- Kouichi Wakabayashi - Hideyuki Hori
- Su-chan - Yūko Mizutani
- Makoto "Ottosei" Otobe - Tessho Genda
- Gentarou Takagi - Masaru Ikeda
- Fox Fire Head - Akio Ōtsuka

## Jogo
A obra foi adaptada para um jogo de pachinko pela okamura com o título cr B.B. Foi lançado em 1 de abril de 2000.